# كوي غريفين
كووي ديل غريفين (من مواليد 1973) هو سياسي أمريكي سابق ومتطرف يميني ومجرم مدان شغل منصب مفوض مقاطعة المنطقة الثانية في مقاطعة أوتيرو، نيو مكسيكو من عام 2019 إلى عام 2022، والتي تغطي تولاروسا، وثري ريفرز، ولا لوز، والأجزاء الغربية من ألاموجوردو، ومحمية مسكاليرو أباتشي. في سبتمبر 2022، تمت إقالة غريفين من منصبه بموجب بند التمرد في التعديل الرابع عشر لدستور الولايات المتحدة بسبب أفعاله في هجوم مبنى الكابيتول الأمريكي في 6 يناير. هو عضو في الحزب الجمهوري.

## مدة الخدمة في لجنة مقاطعة أوتيرو
في عام 2018، لم تترشح مفوضة المنطقة الثانية الحالية سوزان فلوريس لإعادة انتخابها، وانضم غريفين إلى السباق لخلافتها. في 5 يونيو، فاز غريفين بالانتخابات التمهيدية للحزب الجمهوري بحصوله على 708 أصوات (55%) ضد كريستوفر روب وغريغوري بوس، اللذين حصلا على 252 (20%) و317 (25%) صوتًا على التوالي. فاز غريفين في الانتخابات العامة في 6 نوفمبر 2018، بحصوله على 3090 صوتًا (65٪) مقابل الديمقراطي كريستوفر جونز بحصوله على 1635 صوتًا. تولى منصبه في يناير 2019.
في عام 2021، بدأت إحدى اللجان في توزيع عريضة لسحب الثقة من غريفين من منصبه، متهمة إياه بتفويت العديد من اجتماعات المقاطعة، وتقديم قسيمة سفر بشكل غير صحيح، والتصرف بطريقة أدت إلى منعه من دخول محمية مسكاليرو أباتشي، واستخدام موارد المقاطعة لتعزيز مجموعته "رعاة البقر من أجل ترامب". لم تتمكن اللجنة من الحصول على التوقيعات المطلوبة، حيث حصلت فقط على 1229 توقيعًا من أصل 1574 توقيعًا مطلوبًا بحلول الموعد النهائي المحدد في 29 سبتمبر.
في خضم مزاعم دونالد ترامب الكاذبة بشأن تزوير الانتخابات الرئاسية لعام 2020، تحالفت لجنة المقاطعة مع الجماعات اليمينية المتطرفة التي ادعت بلا أساس حدوث تزوير في الانتخابات. قام مفوضو المقاطعة بتعيين شركة يديرها مروج مؤامرة الانتخابات شيفا أيادوراي ، الذي عمل على التدقيق الحزبي لنتائج الانتخابات في مقاطعة ماريكوبا، أريزونا. كما هو الحال مع مراجعة مقاطعة ماريكوبا لنتائج الانتخابات، لم يتم العثور على أي دليل على الاحتيال في نتائج مقاطعة أوتيرو.
في ثلاث مناسبات في عام 2022، قام جريفين بإسكات أحد سكان مقاطعة أوتيرو الذي حضر اجتماعات لجنة المقاطعة العامة، وفي مناسبة واحدة على الأقل، أمر غريفين نواب الشريف بإخراج المواطن من الاجتماع. في وقت لاحق، تلقى المقيم، الذي يمثله الاتحاد الأمريكي للحريات المدنية في نيو مكسيكو، تسوية بقيمة 45 ألف دولار من مقاطعة أوتيرو. في إعلانه عن التسوية، قال الرجل: "لقد تعرضت للسخرية والصراخ والإسكات والطرد بقسوة من جلسات الاستماع العامة لمجرد أن رأيي كان مختلفًا عن الرأي المحافظ السائد أي أن الانتخابات لم تُسرق. لقد عوملت وكأنني شخص ارتكب جريمة. آمل أن توضح هذه التسوية أن جميع سكان مقاطعة أوتيرو، بغض النظر عن خلفيتهم السياسية، لديهم الحق في التعبير عن آرائهم بحرية دون ترهيب في اجتماعات لجنة المقاطعة".
في أعقاب الانتخابات التمهيدية التي جرت في يوليو 2022، رفض غريفين والمفوضان الآخران لمقاطعة أوتيرو في البداية التصديق على نتائج الانتخابات لمقاطعة أوتيرو، وقدموا اقتراحات لا أساس لها من الصحة حول بعض المخالفات في عملية الفرز. رفعت وزيرة خارجية ولاية نيو مكسيكو ماجي تولوز أوليفر دعوى قضائية ضد اللجنة، سعياً لإجبارها على إكمال واجبها المتعلق بالتصديق. بعد أن أمرت المحكمة العليا في نيو مكسيكو اللجنة بالتصديق على الانتخابات، استسلم المفوضان الآخران وامتثلا، ونفذا التصديق من خلال تصويت الأغلبية، لكن غريفين رفض. قال غريفين عن موقفه: "إنه لا يستند إلى أي حقائق. إنه يستند فقط إلى شعوري الداخلي وحدسي الخاص، وهذا كل ما أحتاجه". قال تولوز أوليفر إن قرار المحكمة العليا بالولاية منع انهيار نظام الانتخابات وأدان المسؤولين "المارقين" الذين خاطرت أفعالهم "بحرمان جميع الناخبين الذين خرجوا في مقاطعتهم من حقهم في التصويت تمامًا وعدم رؤية مرشحيهم ينتقلون إلى الانتخابات العامة".

## رعاة البقر من أجل ترامب
غريفين هو مؤسس مجموعة رعاة البقر من أجل ترامب. في الأصل كان لديه 13 عضوا، كان أعضاء لجنة العمل السياسي يركبون الخيول لحضور الفعاليات السياسية والاحتجاجات.

### قسيمة السفر
في سبتمبر 2019، سافر غريفين بالسيارة من نيو مكسيكو إلى واشنطن العاصمة لحضور مؤتمر يمثل مقاطعة أوتيرو. أثناء الرحلة، سحب حصانه في مقطورة. في نفس الرحلة، سافر أيضًا إلى مدينة نيويورك للمشاركة في موكب 11 سبتمبر بصفته عضوًا في مجموعة رعاة البقر من أجل ترامب. عند الانتهاء من هذه الرحلة، قدم غريفين قسيمة سفر إلى المقاطعة لتغطية كامل تكاليف سفره، والتي تضمنت بدل يومي وأميال بتكلفة قدرها 3247.48 دولارًا. وافق مدير المالية بالمقاطعة على القسيمة دون التحقق من سياسة المقاطعة بشأن نفقات السفر. ثم وافقت المقاطعة على زيادة مخصصات السفر لمفوض المنطقة الثانية لتغطية تكاليف رحلة غريفين التي تجاوزت الأموال المتاحة. اكتشف مواطنو المقاطعة أن قسيمة السفر تنتهك سياسة المقاطعة وأن التعويض كان ينبغي أن يقتصر فقط على تكلفة السفر جواً إلى واشنطن العاصمة، ومخصصات البدل اليومي لليومين اللذين قضاهما هناك لحضور المؤتمر. نتيجة لذلك، سدد غريفين قيمة قسيمة السفر بالكامل من التبرعات التي تلقاها من أصحاب الأعمال المحليين. تم إخطار مراقب الدولة بالانتهاكات وقام بإجراء تدقيق على مالية المقاطعة.

### الفشل في التسجيل
خلال التحقيق الذي أجراه مراقب الدولة في قضية قسائم السفر، اكتشف أن مجموعة "كاوبويز فور ترامب" لم تكن مسجلة باعتبارها لجنة عمل سياسي (PAC). تم إخطار وزير خارجية ولاية نيو مكسيكو، وكان لزامًا على المجموعة التسجيل باعتبارها لجنة عمل سياسي بموجب قانون الحملة والإبلاغ في نيو مكسيكو،  في قرار تحكيم صدر في يونيو 2020، أمرت لجنة التحكيم التابعة لترامب بالتسجيل كلجنة عمل سياسي، وتقديم تقارير عن المساهمات والنفقات، ودفع غرامة قدرها 7800 دولار، لكن غريفين لم يمتثل. رفعت منظمة "كاوبويز فور ترامب" دعوى قضائية ضد وزير خارجية ولاية نيو مكسيكو، زاعمة أن قانون نيو مكسيكو الذي يتطلب من المنظمة التسجيل كلجنة عمل سياسي كان غير دستوري بموجب التعديل الأول. رفضت المحكمة الجزئية الفيدرالية الطعن الذي تقدمت به المنظمة بشأن متطلب التسجيل، وفي فبراير 2022، أكدت محكمة الاستئناف الفيدرالية قرار المحكمة الجزئية. تم توجيه تهمة جنائية جنحية ضد جريفين لفشله في تسجيل المجموعة باعتبارها لجنة عمل سياسي. في مارس 2023، وبعد محاكمة أمام هيئة محلفين استمرت يومين في ألاموجوردو، تمت تبرئة جريفين من تهمة تمويل الحملة.

## المشاركة في هجوم 6 يناير

### الاعتقال
في 6 يناير 2021، شارك غريفين في الهجوم على مبنى الكابيتول بالولايات المتحدة، وتسلق الحواجز والجدران للوصول إلى منطقة محظورة من المبنى. لم يدخل مبنى الكابيتول نفسه. في وقت لاحق من ذلك الشهر، تحدث غريفين خلال اجتماع لجنة مسجل قائلاً إنه سيعود إلى العاصمة واشنطن بأسلحته النارية لحضور تنصيب جو بايدن. عند عودته إلى العاصمة واشنطن في 17 يناير 2021، تم إلقاء القبض عليه واتهامه بالتعدي والسلوك غير المنضبط. أمضى 20 يومًا في الحبس الاحتياطي في سجن العاصمة واشنطن.

### اعتقاد
أقيمت المحاكمة في 22 مارس 2022، برئاسة القاضي تريفور ماكفادن. تمت إدانة غريفين بتهمة التعدي على ممتلكات الغير، ولكن تمت تبرئته من تهمة "السلوك غير المنضبط والمزعج". حُكم عليه بالسجن لمدة 14 يومًا (تم استيفاؤها بالوقت الذي قضاه في السجن)، وغرامة قدرها 3000 دولار، و60 يومًا من الخدمة المجتمعية، والإفراج تحت الإشراف لمدة عام واحد. استأنف غريفين الحكم أمام محكمة الاستئناف في مقاطعة كولومبيا، بحجة أن الحكومة بحاجة إلى إثبات علمه بوجود شخص محمي من قبل الخدمة السرية عندما قام بالتعدي. في 22 أكتوبر 2024، أيدت المحكمة إدانته، وحكمت بأنه كان كافياً للحكومة أن تثبت أنه كان يعلم أنه يدخل منطقة محظورة.

### الإزالة من المنصب
بعد إدانته عام 2022 بتهمة التعدي على ممتلكات الغير، رفعت مجموعة "مواطنون من أجل المسؤولية والأخلاق في واشنطن "، وسكان نيو مكسيكو، دعوى قضائية بموجب المادة 3 من التعديل الرابع عشر لدستور الولايات المتحدة، والذي من شأنه أن يمنعه من تولي منصب عام مدى الحياة بسبب مشاركته في التمرد. بعد بند الاستبعاد الوارد في التعديل الرابع عشر، أقال قاضي المحكمة الجزئية فرانسيس جيه ماثيو جريفين من منصبه العام في 6 سبتمبر 2022، بسبب مشاركته في التمرد.
في أكتوبر 2022، عينت حاكمة ولاية نيو مكسيكو ميشيل لوجان جريشام ستيفاني دوبوا في المقعد الشاغر الذي كان يشغله جريفين في اللجنة. يملك دوبوا شركة لتجهيز الكلاب وكان يشغل في السابق منصب رئيس الحزب الديمقراطي في مقاطعة أوتيرو. انتقد الجمهوريون لوجان جريشام لتعيينه ديمقراطيًا في مقعد كان يشغله الجمهوريون. ترشح دوبوا لفترة ولاية كاملة في انتخابات نوفمبر 2022 لكنه هزم من قبل الجمهورية إيمي باريلا، وهي صاحبة شركة إنقاذ السيارات ورئيسة سابقة للحزب الجمهوري في مقاطعة أوتيرو. إن المنع من تولي منصب عام بسبب التمرد هو "مدى الحياة"، ولا يجوز لغريفين تولي منصب عام مرة أخرى إلا إذا تم إلغاء المنع من قبل محكمة أعلى أو قانون من الكونجرس. كان إبعاد غريفين من منصبه بمثابة أول حالة يتم فيها حرمان مسؤول منتخب ديمقراطيًا من تولي منصب عام بموجب الحكم الدستوري منذ حرمان الاشتراكي فيكتور بيرجر من منصبه في عام 1919 من قبل لجنة خاصة من الكونجرس.
استأنف غريفين القضية أمام المحكمة العليا في نيو مكسيكو، والتي رفضت الاستئناف لأسباب إجرائية في نوفمبر، وأكدت هذا الرفض في فبراير 2023. استأنف غريفين مرة أخرى، هذه المرة أمام المحكمة العليا للولايات المتحدة، محاولًا الاعتماد على حكم المحكمة في قضية ترامب ضد أندرسون، لكن المحكمة رفضت استئنافه دون تعليق في 18 مارس 2024. كان عزله من منصبه بموجب المادة الثالثة من التعديل الرابع عشر لدستور الولايات المتحدة هو أول عزل بموجب هذا التعديل لصاحب منصب شارك في تمرد السادس من يناير، وهو ممنوع من تولي منصب عام مرة أخرى.

## 2023 اعتقال في حادثة مع مستأجر
في مايو 2023، في حادثة غير ذات صلة، تم القبض على غريفين بتهمة التحرش مرتين والتعدي على ممتلكات الغير ثلاث مرات. بدأ النزاع في أبريل 2023 عندما سعى غريفين إلى إخلاء مستأجر من عقار تملكه عائلة غريفين، مما أدى إلى تقديم شكاوى وفي النهاية توجيه اتهامات ضد غريفين.